# Craig Sibbald
Craig Sibbald (Falkirk, 18 maggio 1995) è un calciatore scozzese, centrocampista del Dundee Utd.

## Carriera

### Club
Ha giocato nella prima divisione scozzese.

### Nazionale
Ha giocato nelle nazionali giovanili scozzesi Under-16 ed Under-17.

## Statistiche

### Presenze e reti nei club
Statistiche aggiornate al 17 maggio 2025.
| Stagione          | Squadra           | Campionato        | Campionato | Campionato | Coppe nazionali | Coppe nazionali | Coppe nazionali | Coppe continentali | Coppe continentali | Coppe continentali | Altre coppe | Altre coppe | Altre coppe | Totale | Totale |
| Stagione          | Squadra           | Comp              | Pres       | Reti       | Comp            | Pres            | Reti            | Comp               | Pres               | Reti               | Comp        | Pres        | Reti        | Pres   | Reti   |
| ----------------- | ----------------- | ----------------- | ---------- | ---------- | --------------- | --------------- | --------------- | ------------------ | ------------------ | ------------------ | ----------- | ----------- | ----------- | ------ | ------ |
| 2011-2012         | Falkirk           | SFD               | 26         | 2          | CS+CdL          | 2+3             | 0+1             |                    | -                  | -                  | SCC         | 5           | 1           | 36     | 4      |
| 2012-2013         | Falkirk           | SFD               | 20         | 2          | CS+CdL          | 2+2             | 1+0             |                    | -                  | -                  | SCC         | 2           | 0           | 26     | 3      |
| 2013-2014         | Falkirk           | SC                | 35+4       | 4+1        | CS+CdL          | 1+3             | 0               |                    | -                  | -                  | SCC         | 3           | 0           | 46     | 5      |
| 2014-2015         | Falkirk           | SC                | 36         | 4          | CS+CdL          | 5+3             | 3+0             |                    | -                  | -                  | SCC         | 2           | 0           | 46     | 7      |
| 2015-2016         | Falkirk           | SC                | 36+4       | 4+0        | CS+CdL          | 2+3             | 0               |                    | -                  | -                  | SCC         | 1           | 0           | 46     | 4      |
| 2016-2017         | Falkirk           | SC                | 36+2       | 10+0       | CS+CdL          | 1+4             | 0               |                    | -                  | -                  | SCC         | 2           | 0           | 45     | 10     |
| 2017-2018         | Falkirk           | SC                | 26         | 4          | CS+CdL          | 3+0             | 1+0             |                    | -                  | -                  | SCC         | 0           | 0           | 29     | 5      |
| Totale Falkirk    | Totale Falkirk    | Totale Falkirk    | 215+10     | 30+1       |                 | 34              | 6               |                    | -                  | -                  |             | 15          | 1           | 274    | 38     |
| 2018-2019         | Livingston        | SP                | 26         | 3          | CS+CdL          | 0+3             | 0               |                    | -                  | -                  |             | -           | -           | 29     | 3      |
| 2019-2020         | Livingston        | SP                | 18         | 2          | CS+CdL          | 2+1             | 0+2             |                    | -                  | -                  |             | -           | -           | 21     | 4      |
| 2020-2021         | Livingston        | SP                | 32         | 1          | CS+CdL          | 2+7             | 0+1             |                    | -                  | -                  |             | -           | -           | 41     | 2      |
| 2021-2022         | Livingston        | SP                | 14         | 0          | CS+CdL          | 0+4             | 0+1             |                    | -                  | -                  |             | -           | -           | 18     | 1      |
| Totale Livingston | Totale Livingston | Totale Livingston | 90         | 6          |                 | 19              | 4               |                    | -                  | -                  |             | -           | -           | 109    | 10     |
| 2022-2023         | Dundee Utd        | SP                | 35         | 1          | CS+CdL          | 2+2             | 0               | UECL               | 2                  | 0                  |             | -           | -           | 41     | 1      |
| 2023-2024         | Dundee Utd        | SC                | 33         | 4          | CS+CdL          | 1+3             | 0+1             |                    | -                  | -                  | SCC         | 2           | 0           | 39     | 5      |
| 2024-2025         | Dundee Utd        | SP                | 16         | 1          | CS+CdL          | 0+6             | 0               |                    | -                  | -                  |             | -           | -           | 22     | 1      |
| Totale Dundee Utd | Totale Dundee Utd | Totale Dundee Utd | 84         | 6          |                 | 14              | 1               |                    | 2                  | 0                  |             | 2           | 0           | 102    | 7      |
| Totale carriera   | Totale carriera   | Totale carriera   | 399        | 43         |                 | 67              | 11              |                    | 2                  | 0                  |             | 17          | 1           | 485    | 55     |

## Palmarès

### Club

#### Competizioni nazionali
- Scottish Challenge Cup: 1

Falkirk: 2011-2012
- Scottish Championship: 1

Dundee United: 2023-2024